# Les Calchakis avec chœur
Les Calchakis avec chœur es un álbum recopilatorio de Los Calchakis en el que reinterpretan La Misa Criolla de Ariel Ramírez con el Coro Sinfónico de París dirigido por Xavier Ricout.

## Lista de canciones
-Mi Quiaqueñita (Héctor Miranda - Folklore)
-Blanca Palomita*1 (Aldo Ariel)
-Corazón Sonkoiman (Pablo Urquiza - Folklor peruano)
-Canto a Cuba
-El Amor Perdido *2 (Pablo Urquiza - Sergio Arriagada)
-Carnaval y Navidad
-Naranjita (Tradicional argentina)
-Canta el Rondador (Héctor Miranda - Sergio Arriagada)
-Milonga por Vos (Pablo Urquiza)
-Buenos Aires, Mis Recuerdos (Pablo Urquiza)
- 1 también conocida como Canten Cantores
- 2 Inicialmente conocida como Urpillay, que significa "Mi Paloma".